# Campylanthus ramosissimus
Campylanthus ramosissimus là một loài thực vật có hoa trong họ Mã đề. Loài này được Wight mô tả khoa học đầu tiên năm 1849.